# Hambalismo

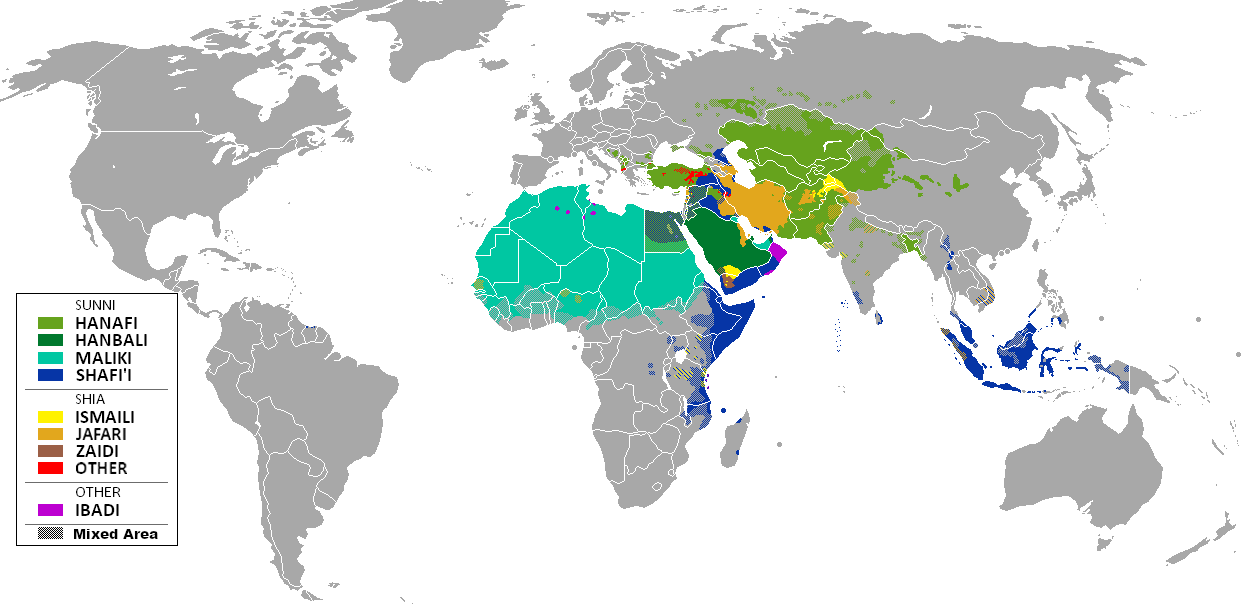
Mapa da distribuição dos Madhab

O hambalismo (em árabe: المذهب الحنبلي‎‎; romaniz.: madhab hanbalí) é uma escola jurídica islâmica (Madabe), cuja origem se atribui ao imame Amade ibne Hambal (Bagdá,780-855).

## Características
O fiqh hanbali evita falhas ou decisões hipotéticas a respeito de matérias e assuntos que sejam improváveis de ocorrerem. É considerada a escola de pensamento mais rígida dentre as quatro existentes, pois utiliza uma interpretação quase literal dos textos recusando as opiniões pessoais daqueles que entram em contradição com entendimento dos Sahaba e as primeiras gerações de muçulmanos.
A escola é predominante na maioria dos países do Golfo Pérsico, contudo nas últimas décadas vem estendendo-se por todo o mundo graças aos esforços da Arábia Saudita, que vem apoiando os estudos religiosos de milhares de estudantes do mundo inteiro nas universidades islâmicas do país.

## Fundamentos
Ibn al-Qayyim tem indicado que os princípios nos quais imame Amade baseava seus fatwas eram cinco. O primeiro é um texto forte e seguro. Se houver um texto forte, dava seu fatwa de acordo com o mesmo e não prestava atenção àquilo que fosse contrário ao texto, portanto é por isso que o texto era colocado antes das fatwas dos companheiros. Ibn al-Qayym dá alguns exemplos da discordância entre as fatwas dos colegas e um texto.

## Tendências dentro da escola
Dentro dessa escola de pensamento tem surgido o Salafismo, uma tendência com um rito mais austero e de caráter reformador, mas ao mesmo tempo puritano; que pretende desvincular o Islã das superstições e inovações que tem surgido ao redor do Corão, propõe também o retorno às raízes da religião tal como entenderam os Sahaba e as duas gerações seguintes de muçulmanos que lhes sucederam.